# Gizama
Gizama é um gênero de traça pertencente à família Arctiidae.